# Serviers-et-Labaume
Serviers-et-Labaume település Franciaországban, Gard megyében. Lakosainak száma 609 fő (2022. január 1.). Serviers-et-Labaume Aigaliers, Arpaillargues-et-Aureillac, Aubussargues, Belvézet, Collorgues, Foissac és Montaren-et-Saint-Médiers községekkel határos.

## Népesség
A település népessége az elmúlt években az alábbi módon változott:
| Lakosok száma | 177  | 242  | 310  | 466  | 585  | 596  | 604  | 618  | 627  | 609  |
|               | 1968 | 1982 | 1990 | 2006 | 2013 | 2015 | 2017 | 2019 | 2020 | 2022 |